# Feldkircherhütte
Die Feldkircherhütte (auch: Feldkircher Hütte) ist eine Schutzhütte der Ortsgruppe Feldkirch der Naturfreunde Österreich (NFÖ). Sie befindet sich am Ausläufer des westlichen Rätikons in Vorarlberg (Österreich) auf einer Höhe von 1204 m ü. A. Die Hütte liegt nahe dem westlichen Ende des österreichischen Weitwanderwegs Zentralalpenweg 02 oberhalb des Ortsteils Amerlügen (Frastanz). Der Blick reicht von hier in das Walgau, den südlichen Bregenzerwald sowie das westliche Lechquellengebirge.

## Geschichte
Die Feldkircher Hütte wurde von der Ortsgruppe Feldkirch der Vorarlberger Naturfreunde 1921 bis 1922 gebaut und am 4. Juni 1922 eröffnet. Sie sollte vor allem Arbeitern aus der Region eine Möglichkeit geben, sich zu erholen. Zu Beginn wurden ausschließlich und bewusst nur alkoholfreie Getränke ausgeschenkt. Ganz wesentlich war Hans Ciresa am Bau und Betrieb der Feldkircher Hütte als Obmann bzw. Hüttenreferent beteiligt.
Nach dem Anschluss und während des Zweiten Weltkriegs wurde die Feldkircher Hütte an die Sektion Saulgau des Deutschen Alpenvereins übergeben und als Saulgauer Hütte bezeichnet. Nach dem Zweiten Weltkrieg erfolgte die Restitution, und der Sohn von Hans Ciresa, Rechtsanwalt Richard Ciresa, leitete über viele Jahrzehnte zusammen mit Werner Breuß und Resi Breuß die Feldkircher Hütte. Seither wurde die Feldkircher Hütte immer wieder erweitert und renoviert.
1968 wurde eine Materialseilbahn, die aus Teilen der kurz zuvor abgebrochenen Dünser Seilbahn besteht, in Betrieb genommen. Seit 2014 versorgt eine 8,4 kWp Photovoltaikanlage auf dem Dach die Feldkircher Hütte mit erneuerbarer Energie. Seither kann rund ein Drittel der benötigten elektrischen Energie vor Ort hergestellt werden.
Durch den letzten größeren Umbau 2019 wurde die Feldkircher Hütte mittels privater Trink- und Abwasserleitung der Naturfreunde an das öffentliche Versorgungsnetz der Marktgemeinde Frastanz angeschlossen und die elektrische Zuleitung zum Haus verstärkt.

## Aufstieg
- von Frastanz – Amerlügen in 1 ¾ Stunden
- von Feldkirch – Felsenau – Fellengatter in 2 Stunden
- von Amerlügen – Hüttenparkplatz neben der Materialseilbahn in ¾ Stunden

## Touren von der Feldkircherhütte
- Drei Schwestern, 2053 m, in 3 Stunden
- Garsellikopf, 2105 m, in 3,5 Stunden
- Garsellatürma, 1848 m, Kletterberg, in 3 Stunden

## Trivia
Um 1954 war eine Sesselbahn auf das Älpele geplant, die von der Stadt Feldkirch ausgehen sollte. Das Projekt wurde nicht verwirklicht.